# Dedeli
Dedeli (macedónul: Дедели, törökül Dedeli) település Észak-Macedóniában, a Délkeleti körzetben, a Valandovói járásban.

## Népesség
| Lakosok száma | 561  | 651  | 269  | 182  | 240  | 267  | 252  | 220  |
|               | 1948 | 1953 | 1961 | 1971 | 1981 | 1991 | 1994 | 2002 |

- 1994-ben 251 lakosa volt.
- 2002-ben 220 lakosa volt, akik mindannyian törökök.